# Jérémy Toulalan
Jérémy Toulalan (* 10. September 1983 in Nantes, Frankreich) ist ein französischer ehemaliger Fußballspieler, der zuletzt bei Girondins Bordeaux unter Vertrag stand.

## Karriere

### Verein
Toulalan stammt aus der Nachwuchsmannschaft des FC Nantes, für den er in der Saison 2001/02 seinen ersten Profieinsatz in der Ligue 1 hatte. Schon bald wurde der defensive Mittelfeldspieler zu einem Schlüsselspieler und am Ende der Saison 2004/05 wurde er zum besten Nachwuchsspieler der Ligue 1 gewählt. Daraufhin interessierte der französische Meister Olympique Lyon sich für Toulalan und bot mit 10 Millionen Euro zum damaligen Zeitpunkt mehr als das Doppelte des Budgets des FC Nantes. Trotzdem blieb Toulalan eine weitere Saison bei Nantes. Erst im darauffolgenden Sommer entschied er sich, nach Lyon zu wechseln. Er gewann seitdem zwei französische Meistertitel und einen Pokal. Toulalan verlängerte im März 2008 bis Ende der Saison 2011/12.
Am 17. Juni 2011 verpflichtete der FC Málaga Toulalan. Er unterschrieb einen Vierjahresvertrag bis zum 30. Juni 2015. Mit Málaga nahm er erfolgreich an der Champions League 2012/13 teil und schied erst im Viertelfinale gegen Borussia Dortmund aus. Seit der Saison 2013/14 steht der französische Nationalspieler beim AS Monaco bis 2015 unter Vertrag.
Zur Saison 2016/17 schloss sich Toulalan Girondins Bordeaux an. Am 18. Januar 2018 gab Mannschaftskapitän Toulalan bekannt, aus Solidarität mit dem entlassenen Cheftrainer Jocelyn Gourvennec seinen zum Saisonende auslaufenden Vertrag aufgelöst zu haben.

### Nationalmannschaft
Toulalan wurde am 1. März 2006 für ein Freundschaftsspiel gegen die Slowakei zum ersten Mal für Les Bleus nominiert, ohne allerdings zum Einsatz zu kommen. Den ersten Einsatz in der Nationalmannschaft bestritt er am 11. Oktober 2006 im Qualifikationsspiel gegen die Färöer. 
Bei der EM-Endrunde 2008 gehörte er zum französischen Aufgebot. Toulalan spielte in allen drei Gruppenspielen durch und bekam bei der 1:4-Niederlage gegen Niederlande eine gelbe Karte. Frankreich schied enttäuschend in der Gruppenphase als Gruppenletzter aus. Bei der Weltmeisterschaft 2010, die auch sportlich erneut enttäuschend endete, gehörte Toulalan zu den zentralen Figuren der Bleus beim Fiasko von Knysna. Er wurde am 17. August 2010 von der Disziplinarkommission des französischen Verbands für ein A-Länderspiel aus der Nationalmannschaft ausgeschlossen.

## Erfolge
Olympique Lyon
- Französischer Meister: 2007, 2008
- Französischer Supercupsieger: 2007
- Französischer Pokalsieger: 2008

### Auszeichnungen
- Bester Nachwuchsspieler der Ligue 1: 2005